# Antonio Dal Zotto
Antonio Dal Zotto ou  Antonio Dal Zòtto, né à Venise  le 7 mai 1841 où il meurt le 19 février 1918, est un sculpteur italien.

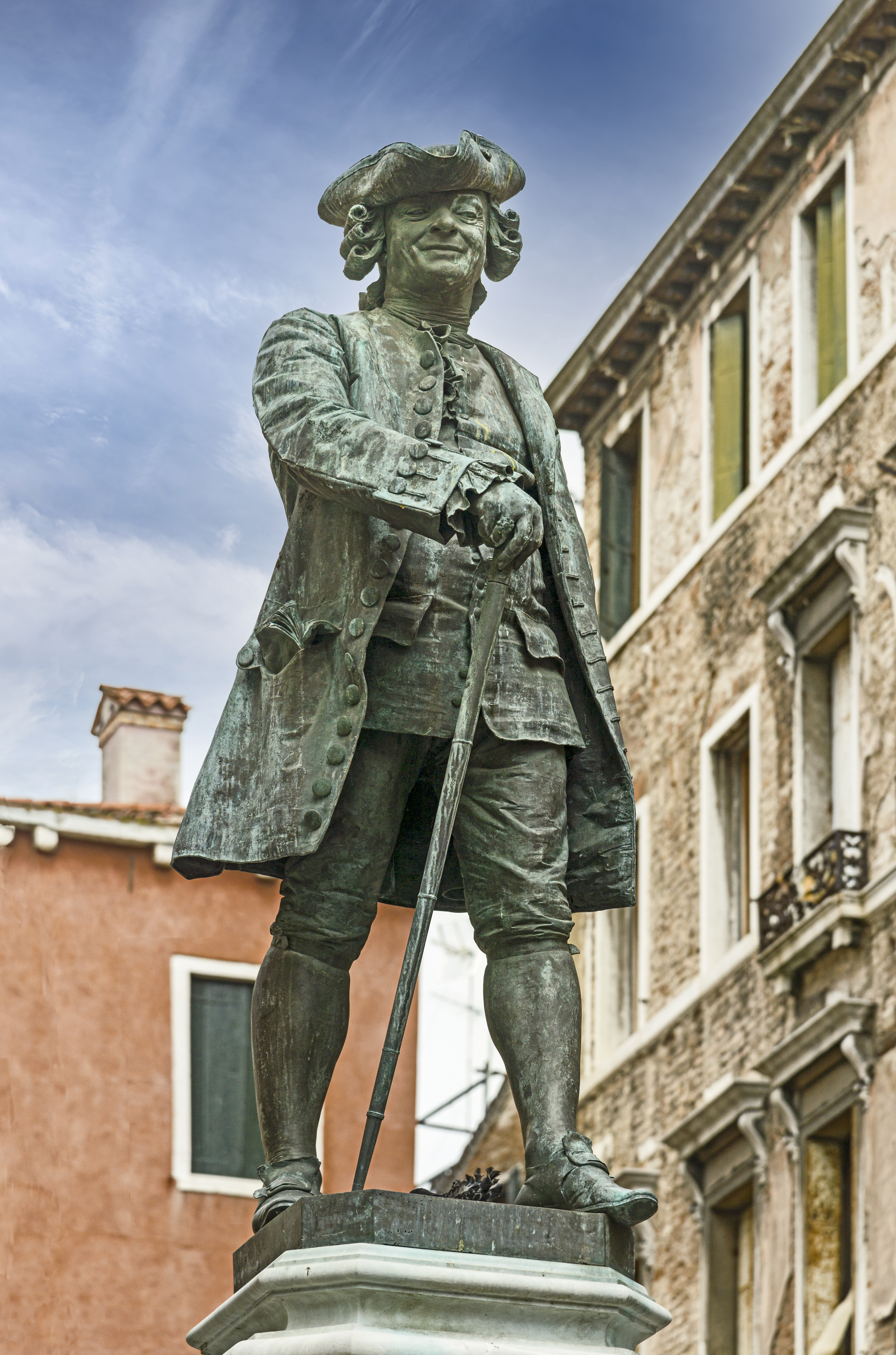
Monument à Goldoni (1883).

## Biographie
Issu d'une famille originaire de Carnie, au nord-ouest du Frioul, Antonio Dal Zotto est né à Venise, qui dépend à l'époque de l'empire d'Autriche. Il apprend les premiers rudiments de l'art de la sculpture auprès de son père marbrier ; en 1864, la réalisation d'une statue représentant Galilée en prison lui vaut d'être exempté de service militaire dans l'armée autrichienne. Il suit les cours de l'Académie des beaux-arts de Venise où il est l'élève de Michelangelo Grigoletti, Luigi Ferrari et Luigi Borro. En 1870, il est nommé professeur de modèle et d'anatomie à l'École supérieure d'art appliqué à l'industrie de Venise ; en 1879, il est nommé professeur à l'Académie des beaux-arts où il enseigne jusqu'à sa mort et dont il est le directeur de 1895 à 1912. Il aura comme élèves entre autres Vito Pardo, l'artiste céramiste Luigi Fabris, Annibale De Lotto et Max Piccini ; Edgar Chahine suit ses cours en 1892-1894.
Il épouse en 1889 Ida Lessiak, veuve du photographe Carlo Naya, et reprend l'atelier qu'elle avait hérité de son premier mari, pionnier de la photographie en Italie. En 1893, à la mort de sa femme, il est désigné par elle comme l'unique héritier de la société photographique, ainsi que de la Villa Rubini à Asolo. Dal Zotto confie la direction de l'atelier à Antonio Boschetto. La société cesse son activité à la mort de Dal Zotto en 1918, et les archives sont gérées par la maison d'édition Ferdinando Ongania,.
Antonio dal Zotto est membre du comité d'organisation de la première Exposition internationale d'art de la Cité de Venise, qui a lieu du 22 avril au 22 octobre 1895, ainsi que de celui de la seconde exposition qui se tient en 1897 et prend alors le nom de Biennale de Venise ; il sera membre de la commission artistique lors des biennales de 1905 et 1907. Il expose à la biennale de 1897 le bozzetto en plâtre de la statue de Giuseppe Tartini, inaugurée l'année précédente à Piran ; une reproduction de ce bozzetto figure dans le catalogue.
Il meurt à Venise et est enterré dans le cimetière San Michele de Venise.

## Œuvres
Les statues d'Antonio dal Zotto, de style réaliste, ont été principalement réalisées pour des lieux publics.
Parmi ses œuvres, la statue représentant Carlo Goldoni, exécutée en 1883 pour le Campo San Bartolomeo de Venise, sur un piédestal de style rococo de l'architecte Pellegrino Orefice, est considérée comme sa meilleure œuvre. Dans un portrait de Dal Zotto exécuté par le peintre américain Charles Frederic Ulrich, sont représentés deux bozzettos pour cette statue. Une réduction en bronze est conservée au Minneapolis Institute of Art et un bozzetto en plâtre au Museo Civico de Bassano del Grappa.
Dal Zotto a notamment réalisé :

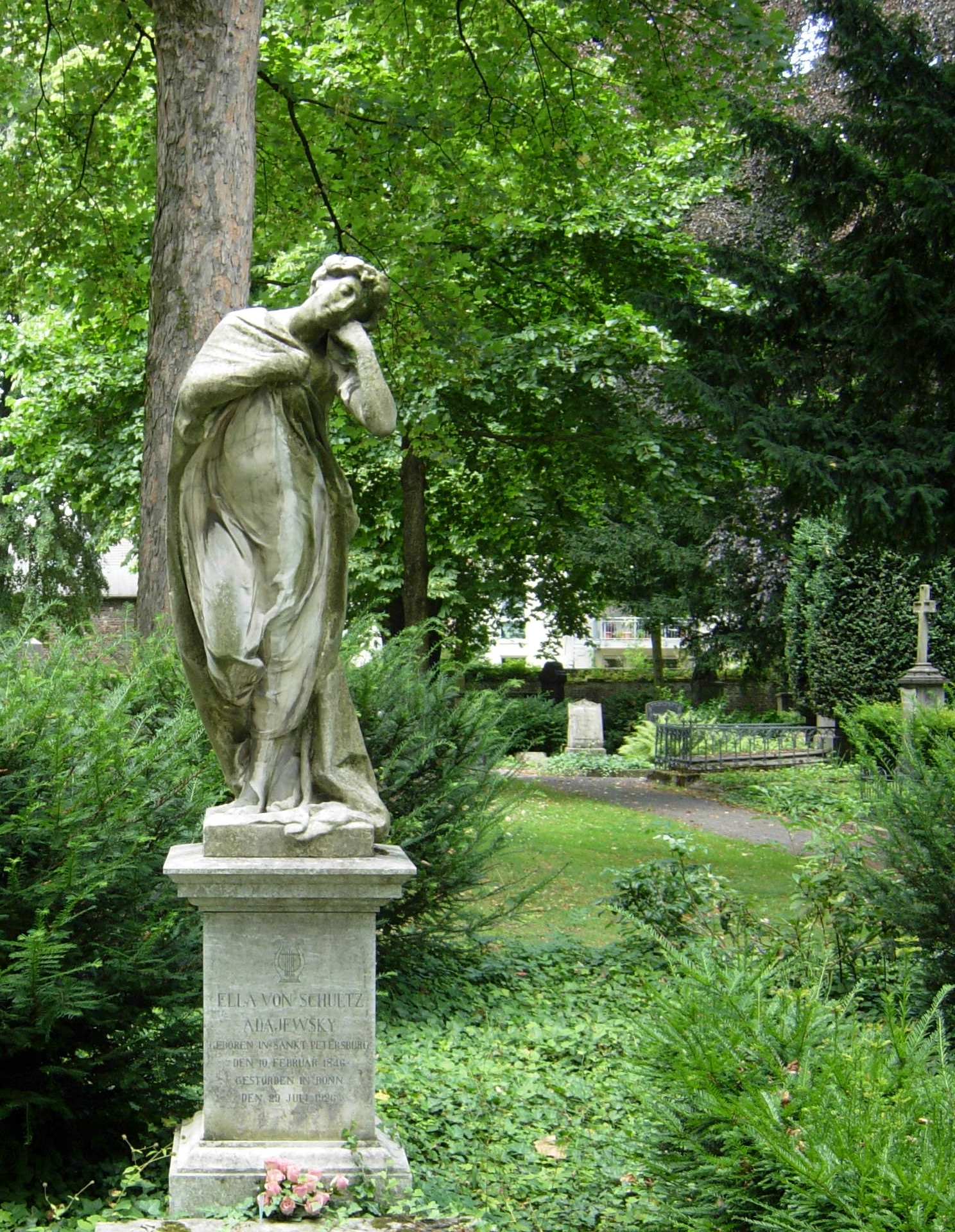
Tombe d'Ella Adaïewsky, avec la statue de la Mélancolie.

- 1861 : Vierge à l'Enfant et Saint Antoine, deux statues dans l'église de Sant'Antonio, un hameau de Porcia dans le Frioul.
- 1875 : tombeau de la famille Gyulay à Budapest[9].
- 1877 : buste en marbre d'Alvise Querini, le dernier ambassadeur de la république de Venise en France ; conservé à la Pinacoteca Querini Stampalia à Venise.
- 1880 : buste représentant le roi d'Italie Victor-Emmanuel II pour le Palazzo del Municipio à Este.
- 1891 : statue en bronze sur un piédestal en marbre représentant Victor-Emmanuel II en uniforme d'officier supérieur des carabiniers dans la grande salle à l'entrée de la tour de San Martino della Battaglia à Desenzano del Garda en Lombardie[10].
- 1892-1896 : sculpture en bronze représentant le violoniste Giuseppe Tartini sur la place du même nom à Piran en Slovénie ; la commande lui est passée en 1892 pour le 200e anniversaire du musicien natif de Piran[11] ; le monument est inauguré en août 1896. Lors de la restauration de la sculpture en 2016, une dédicace du sculpteur à sa femme récemment décédée est découverte, gravée sur le violon[12].
- 1907 : statue en bronze du doge Sebastiano Venier dans le transept gauche Basilique de Santi Giovanni e Paolo à Venise, à l’occasion de la translation des restes du doge depuis l’église de Sainte-Marie des Anges à Murano.
- 1918 : lion de Venise ailé sur une fontaine à Asolo, piazza Garibaldi[1].
- Un monument dédié au Titien à Pieve di Cadore.
- À Bonn, dans l'ancien cimetière, statue en marbre représentant la Mélancolie sur la tombe de la pianiste et compositrice Ella Adaïewsky[n 1].
- Buste du pape Pie X dans l'église de la Villa San Fermo à Lonigo.

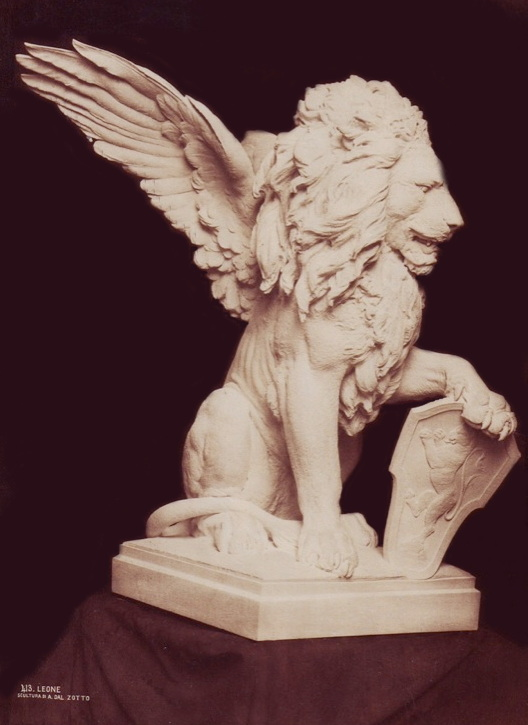
Lion ailé (photographie de l'atelier de Carlo Naya.

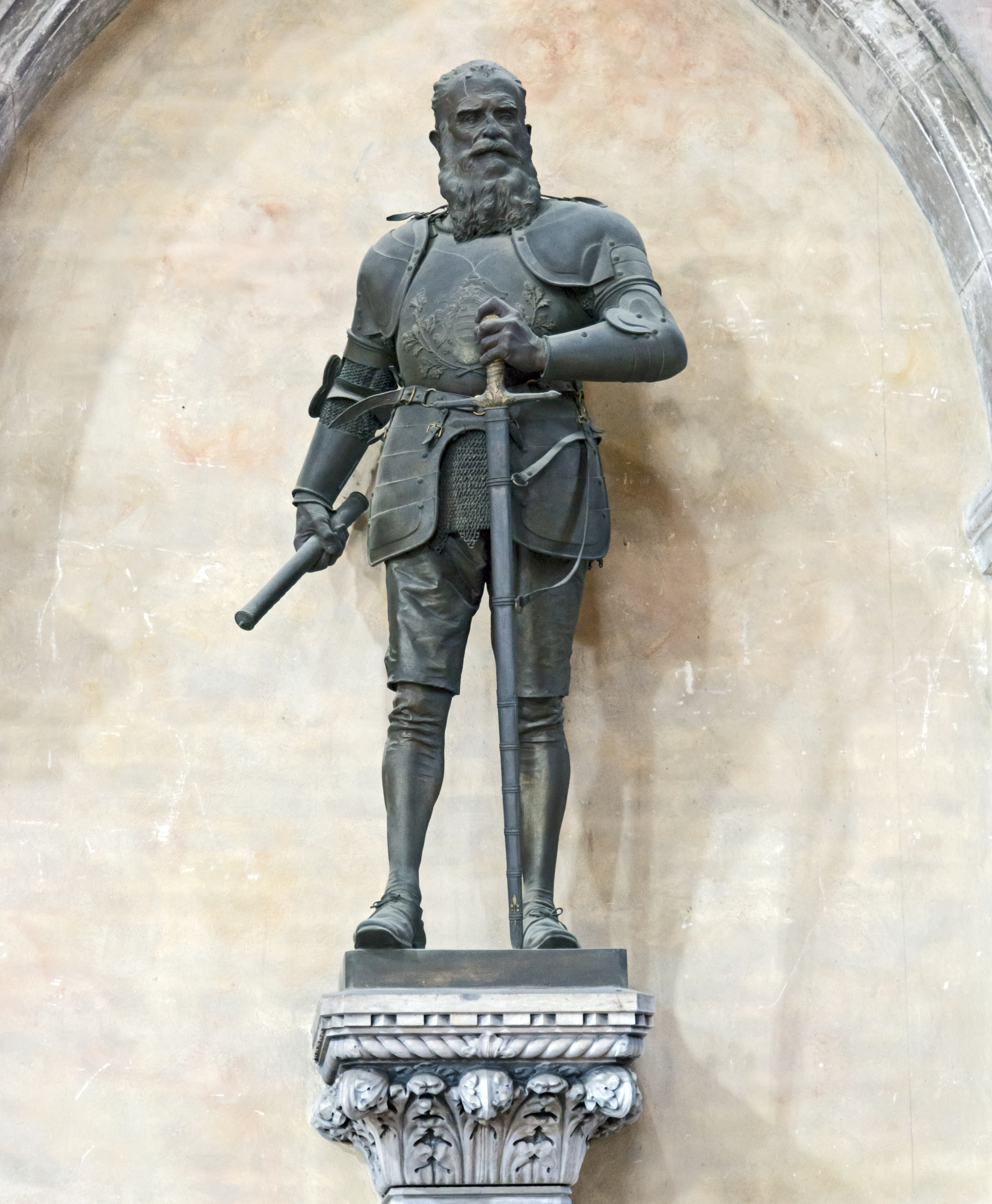
Statue du doge Sebastiano Venier